# Toxomerus nasutus
Toxomerus nasutus är en tvåvingeart som beskrevs av Sack 1941. Toxomerus nasutus ingår i släktet Toxomerus och familjen blomflugor. Inga underarter finns listade i Catalogue of Life.